# Régions Magazine
 (janvier 2024).
Il peut être nécessaire de l'améliorer pour respecter le principe de neutralité de point de vue. 

Régions Magazine est un magazine trimestriel français publié par ELAN Médias, entièrement consacré à l'actualité des régions françaises et des territoires.

## Historique
Fondé en 1987 par Henry Jurquet, Régions Magazine a été ensuite dirigé par Pierre Weill avant d'être racheté par ELAN Médias en 2022

## Présentation
Régions Magazine est un média complet (magazine, site, réseaux sociaux) dédié à décrypter, analyser et mettre en lumière les initiatives et innovations dans les territoires, Régions et Métropoles, tant sur le plan économique, industriel, social, éducatif, que culturel ou patrimonial.
Chaque publication se compose d'une part d’un numéro principal comportant des informations générales sur la vie des régions ou des institutions ainsi qu'un dossier thématique faisant intervenir des grands témoins et des reportages au plus près du terrain, et d'autre part d’un supplément territorial distinct, consacré à une région spécifique.
Une vingtaine de journalistes, sous la responsabilité du Directeur de la Rédaction Philippe Martin, collaborent régulièrement à l’élaboration des contenus. Des chroniqueurs réguliers tels que Virginie Saks ou Roland Cayrol participent également à la publication.

## Public visé
L'audience du titre est composée de décideurs publics et institutionnels, entrepreneurs et acteurs du monde des affaires, personnel politique, journalistes et membres de sphères d’influence.
Régions Magazine ainsi que son site internet sont reconnus comme publications d'information politique et générale par la Commission paritaire des publications et des agences de presse (CPPAP),,.